# Brothers in Arms: D-Day
Brothers in Arms: D-Day est un jeu vidéo de tir à la première personne développé par Gearbox Software et édité par Ubisoft, sorti en 2006 sur PlayStation Portable.

## Accueil
- Jeuxvideo.com : 12/20[1]